# Hobelsberg (Hausruck)
Der Hobelsberg, auch als Ries'n bezeichnet, ist die zweithöchste Erhebung der Gemeinde Frankenburg am Hausruck. Der Gipfelbereich und nordöstliche Schutthangwald mit einer beinahe senkrecht abfallenden Wand sind seit 2005 Teil des 4,1 ha großen Naturschutzgebiets Hobelsberg-Riesn mit großen Vorkommen der wilden Mondviole, aber auch Dreischnittiger Baldrian, Buntes Reitgras und Hirschzunge. Auch sind verschiedene Amphibienarten wie Gelbbauchunke und Feuersalamander in dem Gebiet heimisch. 

## Geografie
Der Berg liegt im westlichen Teil der Gemeinde Frankenburg am Hausruck, ca. 4 km vom Zentrum entfernt, am Übergang vom Hausruck zum Kobernaußerwald.

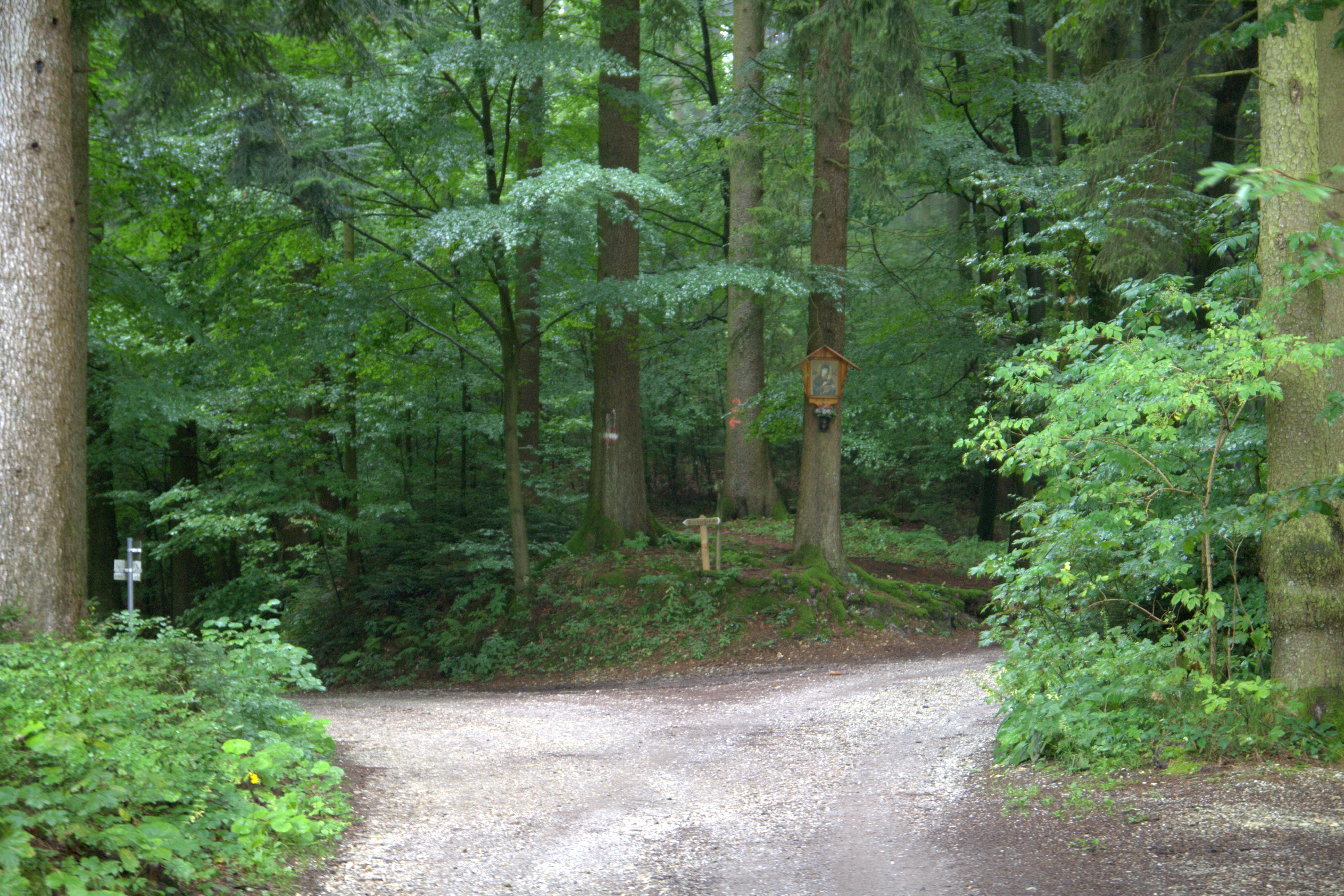
Der Bildbaum stellt den Beginn des Aufstiegs dar
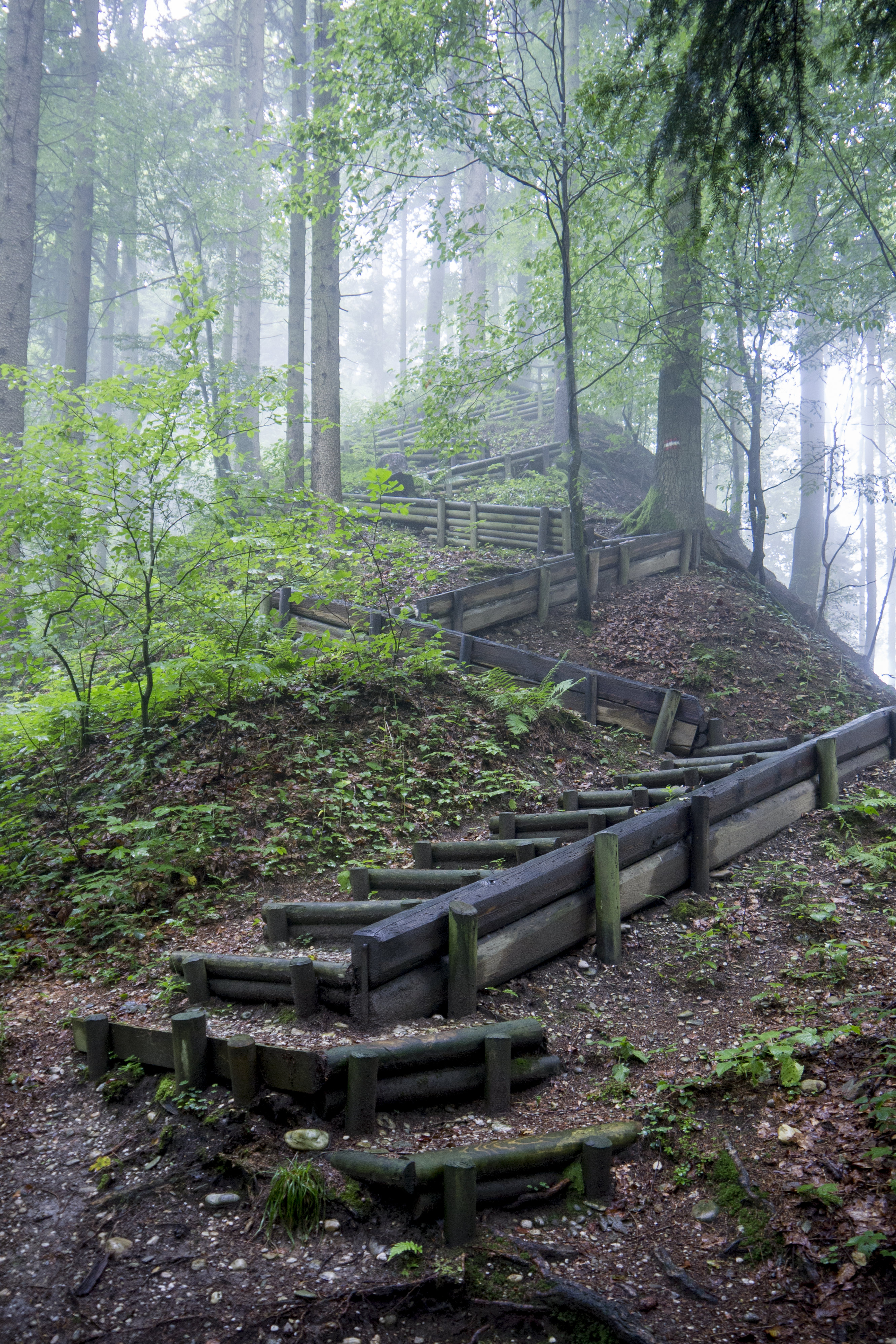
Die Stufen gewährleisten einen sicheren Aufstieg
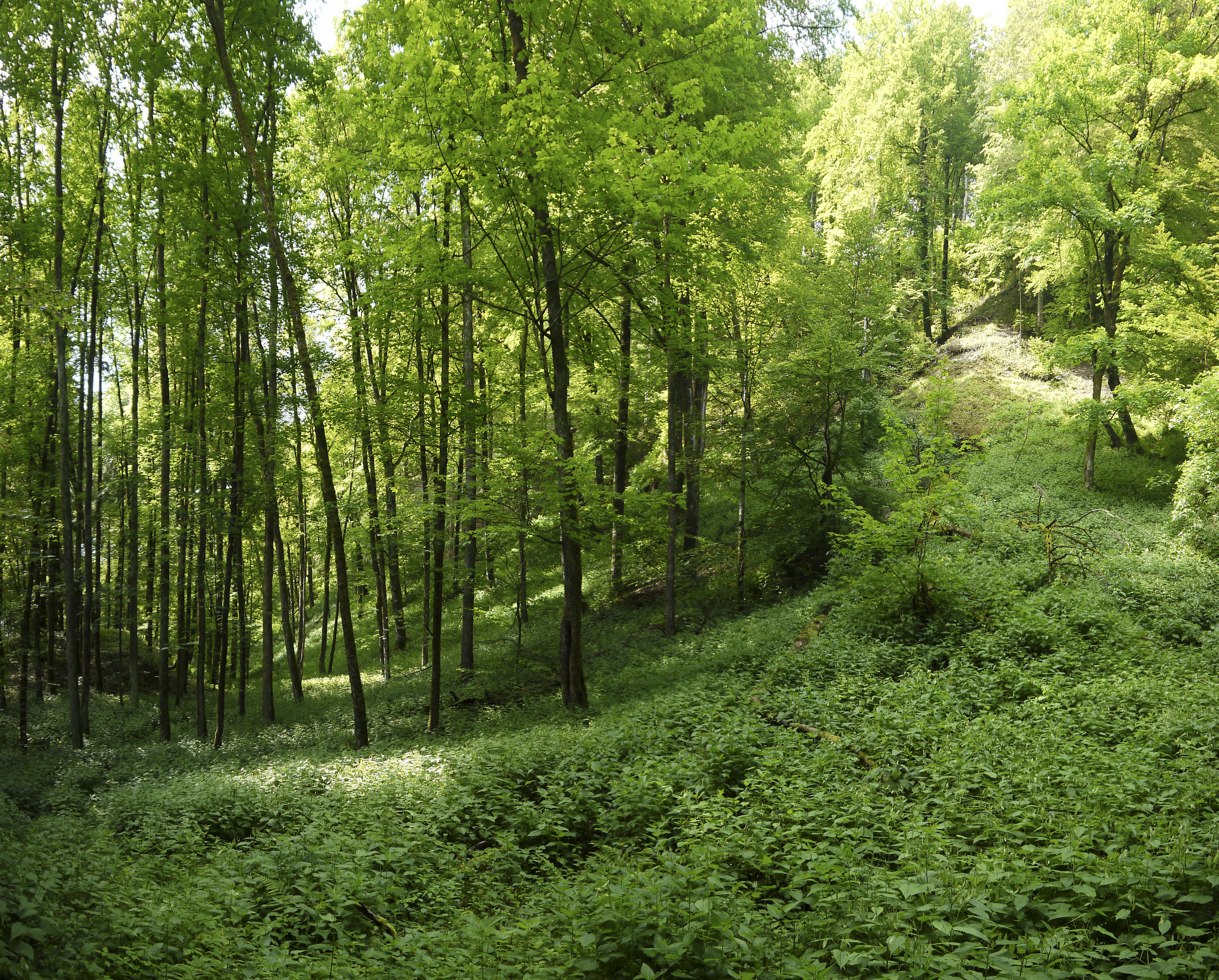
Große Vorkommen der wilden Mondviole